# Aougrout
Aougrout est une commune de la wilaya de Timimoun en Algérie.

## Géographie

### Situation
Le territoire de la commune se situe au nord-est de la willaya d'Adrar. La ville d'Aougrout est située :
- à 135 km au nord-est d'Adrar, par la route, et à 102 km à vol d'oiseau ;
- à 1 293 km au sud-est d'Alger, par la route, et à 999 km à vol d'oiseau.

| Timimoun | Timimoun           | Hassi Gara (wilaya de Ghardaïa)  |
| Deldoul  | Aougrout           | In Salah (wilaya de Tamanrasset) |
| Metarfa  | Tamantit, Tamekten | In Salah (wilaya de Tamanrasset) |

### Localités de la commune
En 1984, la commune d'Aougrout est constituée à partir des localités suivantes :
- Tiberghamine (ou Tiberchamine)
- Ksar El Hadj
- Tinekline
- Tala
- Zaouiet Sidi Abdellah
- Ben Aïd
- Aboud Akbour
- Zaouiet Sidi Omeur Charef
- Bougama

## Santé
Cette commune abrite xx salles de soins, yy polycliniques et zz maternités qui relèvent de la Direction de la Santé et de la Population (DSP) de la wilaya d'Adrar ainsi que du Ministère de la Santé, de la Population et de la Réforme hospitalière.
Les consultations spécialisées ainsi que les hospitalisations des habitants de cette commune se font dans l'un des hôpitaux de la wilaya d'Adrar:
- Hôpital Ibn Sina d'Adrar[4].
- Hôpital Mohamed Hachemi de Timimoun[5].
- Hôpital de Reggane.
- Hôpital Noureddine Sahraoui d'Aoulef[6].
- Hôpital de Bordj Badji Mokhtar[7].
- Hôpital de Zaouiet Kounta[8].
- Pôle hospitalier de Tililane[9].
  - Hôpital général de 240 lits[10].
  - Hôpital gériatrique de 120 lits.
  - Hôpital psychiatrique de 120 lits.
  - Centre anti-cancer de 120 lits.